# ワカマツカオリ
ワカマツ カオリ（1978年 - ）は、日本のイラストレーター。
2001年に東洋美術学校を卒業した後、翌2002年よりフリーのイラストレーターとして活動を開始する。ポスターやポストカードのほか、小説の挿画などを手がける。

## 主な作品

### 作品集
- KAORI WAKAMATSU ART BOOK（パルコ出版）
- KAORI WAKAMATSU CARD BOOK ワカマツカオリポストカードブック（パルコ出版）
- KAORI WAKAMATSU COVER ART ILLUSTRATIONS ワカマツカオリ装画集（パルコ出版）
- One RAINY DAY scenes of a sprinkle（パルコ出版）

### 小説
- あさのあつこ
  - 光と闇の旅人シリーズ（ポプラ文庫ピュアフル）
    - 暗き夢に閉ざされた街　光と闇の旅人I
    - 時空の彼方へ　光と闇の旅人II
    - 決戦のとき　光と闇の旅人III
- 化野燐
  - 考古探偵一法師全シリーズ（角川文庫）
    - 葬神記　考古探偵一法師全の慧眼
    - 鬼神曲　考古探偵一法師全の不在
    - 偽神譜　考古探偵一法師全の追跡
    - 火神録　考古探偵一法師全の記憶
- 阿部真大
  - 居場所の社会学─生きづらさを超えて（日本経済新聞出版社・単行本・ソフトカバー）
- 綾崎隼
  - 花鳥風月シリーズ（メディアワークス文庫）
    - 蒼空時雨
    - 初恋彗星
    - 永遠虹路
    - 吐息雪色
    - 陽炎太陽
    - 風歌封想

  - 旋律月下
  - ノーブルチルドレンシリーズ（メディアワークス文庫）
    - ノーブルチルドレンの残酷
    - ノーブルチルドレンの告別
    - ノーブルチルドレンの断罪
    - ノーブルチルドレンの愛情
    - ノーブルチルドレンの追想
    - ノーブルチルドレンの初恋

  - 命の後で咲いた花（アスキー・メディアワークス・単行本）
  - 赤と灰色のサクリファイス（メディアワークス文庫）
  - 青と無色のサクリファイス（メディアワークス文庫）
  - 赤羽高校サッカー部
    - レッドスワンの絶命（アスキー・メディアワークス・単行本・ソフトカバー）
    - レッドスワンの星冠（アスキー・メディアワークス・単行本・ソフトカバー）
    - レッドスワンの奏鳴（アスキー・メディアワークス・単行本・ソフトカバー）
    - レッドスワンの飛翔（メディアワークス文庫）
    - レッドスワンの混沌（メディアワークス文庫）
    - レッドスワンの死闘（メディアワークス文庫）

  - 青の誓約 市条高校サッカー部（KADOKAWA・単行本・ソフトカバー）/【改題】セレストブルーの誓約 市条高校サッカー部（メディアワークス文庫）
  - 世界で一番かわいそうな私たち 第一幕（講談社タイガ）
  - 世界で一番かわいそうな私たち 第二幕（講談社タイガ）
  - 世界で一番かわいそうな私たち 第三幕 （講談社タイガ）
- アンソロジー
  - 女が読む太宰治（ちくまプリマー新書）
- 加藤実秋
  - インディゴの夜（創元推理文庫）
  - インディゴの夜 チョコレートビースト（創元推理文庫）
  - インディゴの夜 ホワイトクロウ（創元推理文庫）
  - インディゴの夜 Dカラーバケーション（創元推理文庫）
  - ヨコハマB-Side（光文社）
- 最果タヒ
  - 空が分裂する（連載詩・別冊少年マガジン掲載「権利と義務」）
- 翔田寛
  - 忍者侍☆らいぞう 魚売りのはつ恋に肩入れする(小学館文庫)
- 日明恩
  - ギフト（双葉文庫）
- 七尾与史
  - ドS刑事シリーズ
    - ドS刑事 風が吹けば桶屋が儲かる殺人事件（幻冬舎・単行本）
    - ドS刑事 朱に交われば赤くなる殺人事件（幻冬舎・単行本）
    - ドS刑事 三つ子の魂百まで殺人事件（幻冬舎・単行本）
    - ドS刑事 桃栗三年柿八年殺人事件（幻冬舎・単行本）
- 半田浩恵
  - 明日はちがう わたし（徳間書店・単行本・ソフトカバー）
- 福田栄一
  - 蒼きサムライ（ダ・ヴィンチ連載・MF文庫ダ・ヴィンチ）
- 松野志保
  - Too young to die （歌集・風媒社）
- 宮木あや子
  - セレモニー黒真珠（メディアファクトリー・単行本・ソフトカバー、MF文庫ダ・ヴィンチ）
  - ガラシャ（新潮社・単行本）
  - 憧憬☆カトマンズ（日本経済新聞出版社・単行本・ソフトカバー）
- みゆ
  - 怪盗ロワイヤル〜盗まれた僕のお宝〜（集英社・四六版・ソフトカバー）
- 山田悠介
  - パラシュート（幻冬舎文庫）
  - パーティ（角川文庫）
- 中村啓
  - 飯所署強行犯係 事件ファイル（宝島社・単行本）
- 木下半太
  - サンブンノイチ（角川書店・単行本）
  - ゴブンノイチ（角川書店・単行本）
  - ナナブンノイチ（角川書店・単行本）
  - サンブンノニ（角川書店・単行本）
- ケルスティン・ギア
  - 時間旅行者の系譜シリーズ
    - 紅玉は終わりにして始まり　時間旅行者の系譜（東京創元社・単行本/創元推理文庫）
    - 青玉は光り輝く　時間旅行者の系譜（東京創元社・単行本/創元推理文庫）
    - 比類なき翠玉 上　時間旅行者の系譜（東京創元社・単行本/創元推理文庫）
    - 比類なき翠玉 下　時間旅行者の系譜（東京創元社・単行本/創元推理文庫）

  - 夢の書
    - 緑の扉は夢の入口　第一の夢の書（東京創元社・単行本）
    - 黒の扉は秘密の印　第二の夢の書（東京創元社・単行本）
    - 黄色の扉は永遠の階　第三の夢の書（東京創元社・単行本）
- 新藤卓広
  - 秘密結社にご注意を（宝島社・単行本）
  - アリバイ会社にご用心（宝島社文庫）
- 真堂樹
  - 双牙 〜亡国の軍師と相剋の武将〜（集英社・コバルト文庫）※舞台のノベライズ
- アイダサキ
  - 永弦寺へようこそ 幽霊探偵 久良知漱（講談社X文庫ホワイトハート）
  - たまゆらの 幽霊探偵 久良知漱（講談社X文庫ホワイトハート）
  - 秘密 幽霊探偵 久良知漱（講談社X文庫ホワイトハート）
- 砂浦俊一
  - 呪われ屋 橘心霊相談所へようこそ（竹書房文庫）
- 如月かずさ
  - ブラックバイターズ・プライド（オトナへNovel）
- 雨木秀介
  - 弾正の蜘蛛（富士見新時代小説文庫）
- 佐藤青南
  - 鉄道リドル いすみ鉄道で妖精の森に迷いこむ（小学館文庫キャラブン!）
- 七菜なな
  - 心理学者こころ女史の分析 卒業論文と4つの事件（富士見L文庫）
- 楠谷佑
  - 無気力探偵 〜面倒な事件、お断り〜（マイナビ出版ファン文庫）
  - 無気力探偵2 〜赤い紐連続殺人事件〜（マイナビ出版ファン文庫）
- 一色美雨季
  - 浄天眼謎とき異聞録 〜明治つれづれ推理〜 上（マイナビ出版ファン文庫）
  - 浄天眼謎とき異聞録 〜明治つれづれ推理〜 下（マイナビ出版ファン文庫）
  - 浄天眼謎とき異聞録 〜双子真珠と麗人の髪飾り〜（マイナビ出版ファン文庫）
- 佐藤青南
  - オイディプスの檻 犯罪心理分析班（富士見L文庫）

### 雑誌
- CanCam
  - 2009年1月号（特集ページ『2009年上半期 ミラクル12星座占い』の扉イラスト、及び中面記事12星座の各イラスト）
- MdN
  - 2009年7月号（「アーティストファイル」にて作品及び活動経緯等の掲載）
  - 2010年4月号（特集「理想のガールズ・イラストを描く方法」にて作画方法等の掲載）
  - 2010年6月号（連載記事『Illustrator Art stage』にてイラストの作画方法等の解説）
- 活字倶楽部
  - 2008年春号（表紙）
  - 2010年秋号（特集「イラストレーターになりたい！」にてインタビュー掲載）
- ダ・ヴィンチ
  - 2007年10月号（宮木あや子『セレモニー黒真珠』挿絵2点）
  - 2007年11月号（宮木あや子『セレモニー黒真珠』挿絵2点）
  - 2008年8月号（宮木あや子『セレモニー黒真珠　木崎の場合（前編）』挿絵2点）
  - 2008年9月号（宮木あや子『セレモニー黒真珠　木崎の場合（後編）』挿絵2点）
  - 2009年2月号（宮木あや子『セレモニー黒真珠　主なき葬式（前編）』挿絵2点）
  - 2009年3月号（宮木あや子『セレモニー黒真珠　主なき葬式（後編）』挿絵2点）
  - 2009年4月号（宮木あや子『セレモニー黒真珠　セレモニー白真珠』挿絵2点）
  - 2010年2月号（福田栄一『蒼きサムライ』挿絵2点）
  - 2010年3月号（福田栄一『蒼きサムライ』挿絵2点）
- フリーマガジン
  - HAMA MAIL（創刊号2005年9月 - ）
  - KAWASAKI MAIL（創刊号2006年12月 - ）
- 別冊少年マガジン
  - 2010年3月号（最果タヒ『空が分裂する』挿絵）
- ミステリ・マガジン
  - 2011年10月号（東直己「ススキノ探偵」シリーズ、短編『秋の終わり』扉絵）

### カレンダー
- 2008年『unsigned』
- 2009年『JumBle』
- 2010年『chromatograph』
- 2011年『FRAMED』
- 2012年『ing』
- 2013年『SYMPHONY』
- 2014年『Seasonally』
- 2015年『The Party』
- 2016年『＆～AND STILLY～』
- 2017年『One RAINY DAY』
- 2018年『ACE Playing』
- 2019年『花月 -Hana Tsuki-』
- 2020～2024年　未制作

### FEWMANY×ワカマツカオリ
- 作家手拭
- ステッカーシート

### ゲームソフト
- DSセラピー まいにちココロビクス（キャラクターデザイン）

### 舞台
- 双牙〜ソウガ〜（メインビジュアル）※ノベライズのイラストも担当

### その他
- モバゲータウン『怪盗ロワイヤル』デザイン
- 女性限定SNS enGirlログインページ
- @Fケータイ応援団（富士通製携帯電話専用待受画像）
- docomo、au、SoftBankサイト『待受★ジャム』2003年～
- ブラウザゲーム『戦国IXA』カードイラスト2枚
- Android向けライブ壁紙　【STAR ORNAMENT】ワカマツカオリ ライブ壁紙
- iOS・Android用 ～マッチ3戦略パズルRPG～『THE CHASER』 メインキャラクターデザイン